# Pilzkiosk

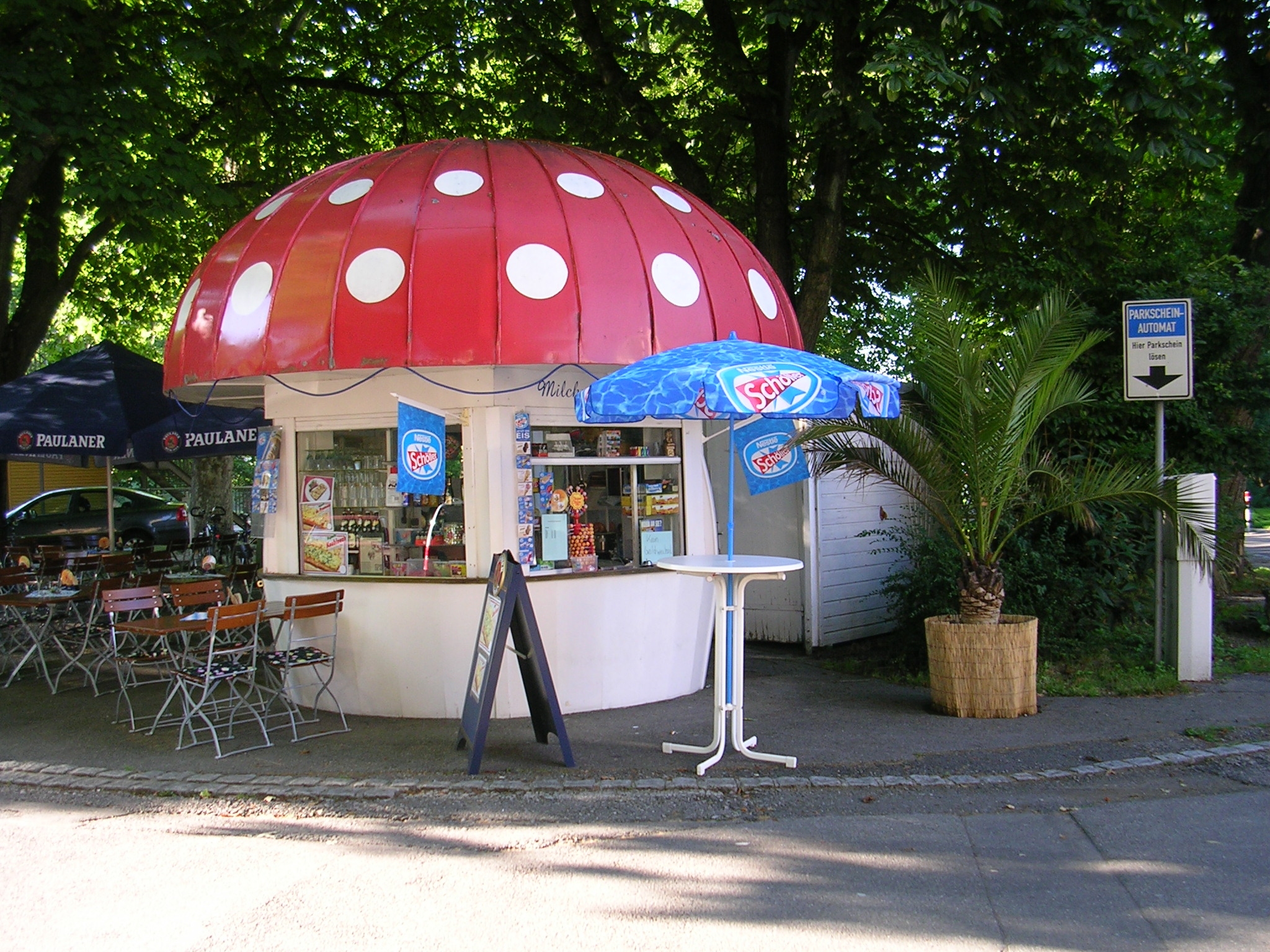
Milchpilz in Lindau im Bodensee (errichtet 1952)

Ein Pilzkiosk ist ein für die 1950er Jahre typisches Kioskgebäude in Form eines Fliegenpilzes, das ursprünglich für die Verkaufsförderung von Milch und Milchprodukten als „Milchpilz“ entwickelt wurde.

## Hintergrund
Das Wirtschaftswunder der 1950er Jahre zeigte sich im wieder gewonnenen Wohlstand. Da es Alkohol erst mit 21 Jahren gab, galt es als schick, sich in Milchbars und Eisdielen zu treffen. Gleichzeitig konkurrierten auch in Deutschland die Molkereien und ihre Erzeugnisse gegen die neuen Erfrischungsgetränke, die es an jedem Kiosk einfach und verbrauchernah zu kaufen gab. Der Milch fehlte es an solchen Verkaufsstellen.
Mit der Idee eines Milchkiosks mit einem breiten Angebot von Milchprodukten sollte diese Versorgungslücke geschlossen werden. Das erste Kioskhäuschen in Fliegenpilzform wurde bei der Tagung der „Großstädtischen Milchversorgungsbetriebe“ im Mai 1952 in Bayreuth als sogenannter „Milchverbrauchswerber“ präsentiert und später nach Regensburg gebracht.
Später ließ sich der Hersteller, die Hermann Waldner KG aus Wangen im Allgäu, sowohl den Entwurf als auch den Namen „Milchpilz“ gesetzlich schützen. Da ein Milchkiosk einen hohen Wiedererkennungswert haben sollte, wählte Hermann Waldners Sohn Anton, zum damaligen Zeitpunkt Geschäftsführer, die markante Form eines Fliegenpilzes.
Die eigentliche Konstruktion des Bauwerks war ein weiß bemalter Holz-Fertigbau. In der ursprünglichen Form wurde der Kiosk von einer flexiblen, wasserabweisenden Dachhaut aus Polyvinylchlorid (Handelsname Mipolam) überspannt. Sie hatte die charakteristische rote Farbe mit weißen Punkten. Im Lauf der farblichen und strukturellen Alterung ergab sich auch eine merkliche Schrumpfung dieses Weich-PVCs, so dass manches Exemplar bald mit einer massiven Dachhaut aus Metall überzogen und danach in vergleichbarem Stil bemalt wurde.
Milchpilze hatten ab Werk eine Gesamthöhe von rund 4,0 Metern und eine Dachbreite von 4,60 Meter. Der Durchmesser des Nutzraumes maß 3,15 Meter. Er hatte vier Schiebefenster, eine Glastür, drei eingebaute Tische und vier Regale. Einbaukühlschrank, Heißwasserspeicher mit Waschbecken, Schlagsahnezapfer und Eismaschine konnten als standardisierte Zusatzgeräte hinzugekauft werden.
Manchen Behörden war das Konzept ein Dorn im Auge: Die Württembergische Landesstelle für Naturschutz und Landschaftspflege in Ludwigsburg schrieb in einem auf den 12. August 1952 datierten Brief an die Geschäftsleitung von Waldner: „Die Gestaltung Ihrer Milchhäuschen in Pilzform halte ich für völlig abwegig. Die Ablehnung dieses Bauwerks, das besser nach Amerika passen würde, durch die Stadtbauämter ist in Ordnung. Ich glaube nicht, daß es eines Milchpilzes bedarf, um die Milchgetränke populär zu machen. Zuverlässige Bedienung und niedrige Preise werden mehr dazu betragen als geschmacklose Reklame.“
Die Pilze wurden nicht nur in Deutschland vertrieben, sondern auch nach Österreich, in die Schweiz, nach Italien, Frankreich, Belgien und nach Griechenland exportiert.
Die letzte Position des Orderbuches der Waldner KG ist die Nummer 49: Die Auslieferung erfolgte am 21. November 1958 nach Mannheim.
Zur Landesgartenschau in Wangen 2024 baute das Unternehmen Waldner drei neue Milchpilze. Einer steht zusammen mit dem bisherigen auf dem Wangener Festplatz.
Die beiden anderen sind im Gartenschaugelände,, von denen einer im Frühjahr 2025 an das Bauerhof-Museum Wolfegg überstellt wurde.
Die Aufstellung weiterer Exemplare wird geprüft, wobei die Form leicht modifiziert wurde, von einem Fünfeck hin zu einem Sechseck, das gefälliger wirken soll und standfester ist.

## Standorte
Von den verkauften Kiosken sind noch acht in Betrieb:
| Bild | Standort | Beschreibung |
| ---- | --- | --- |
|      | Bregenz, Bezirk Bregenz, Vorarlberg, Österreich → Seestraße/Haupteingang Seeanlagen (47° 30′ 17,72″ N, 9° 44′ 46,44″ O)                                   | Am Bregenzer Bodenseeufer am Haupteingang zur Seeanlage gegenüber dem Kunsthaus Bregenz (KUB) steht der am 20. Juli 1953 ausgelieferte Milchpilz. In den 1990er Jahren war er den Verkehrsplanern im Weg. Nach Bürgerprotest waren die Abrisspläne vom Tisch und man hat ihn 1997 um etwa 30 Meter versetzt an den heutigen Standort beim Bahnübergang verlagert. Er steht seit 2007 unter Denkmalschutz. Eigentümer ist die Firma Vorarlberg Milch eGen. Der Milchpilz Bregenz ist der einzige Kiosk, der heute noch seinem ursprünglichen Zweck dient, dem Verkauf von Milch und Milchprodukten, wobei das ursprüngliche Angebot um Backwaren erweitert wurde. Bereits 2015 schloss die Landeshauptstadt Bregenz mit der Eigentümerfirma einen Optionsvertrag ab. Darin wird der Stadt ein dreißigjähriges Recht eingeräumt, das Objekt zum Preis von 20.000 Euro wertgesichert ankaufen zu können, um sicherzustellen, dass der Milchpilz auch künftig den Bregenzer Bürgern erhalten bleibt. |
|      | Lindau (Bodensee), Landkreis Lindau (Bodensee), Bayern, Deutschland → Sina-Kinkelin-Platz 1 (47° 32′ 52,94″ N, 9° 40′ 56,43″ O)                           | Der Lindauer Milchpilz ist der erste in Serie gefertigte Pilz. Er wurde am 13. Mai 1952 ausgeliefert. Sein Standort ist auf der Nordseite der Insel Lindau unterhalb der Thierschbrücke. Er steht heute unter Denkmalschutz (D-7-76-116-533) und ist noch immer in Betrieb, aktuell als Kiosk mit Schankkonzession, Vesperkarte und Biergarten. |
|      | Mardorf, Neustadt am Rübenberge, Region Hannover, Niedersachsen, Deutschland → Warteweg/Uferweg am Steinhuder Meer (52° 29′ 11,05″ N, 9° 18′ 21,11″ O)    | Der Milchkiosk befindet sich am Nordufer des Steinhuder Meers am Bootsanleger „Mardorfer Warte“ der Steinhuder Personenschifffahrt & Berufssegler GmbH. Der so genannte „Fliegenpilz“ am Südende des Wartewegs wurde im Jahr 1952 vor den Dükerstuben aufgestellt und entwickelte sich später zur Fischbrötchen-Station mit Anbau. 2004 wurde das Baudenkmal renoviert und neu eröffnet, musste aber im Winter 2012/2013 generalsaniert werden. Grund war die Erneuerung des Uferwegs. Hierzu musste der Pilz wenigstens zeitweise versetzt werden. Dabei fiel auf, dass viele Holzbretter am Stiel verrottet waren und die Plane der Haube verwittert war. Nur die Rahmenkonstruktion war noch intakt. Neben dem Pilz entstand noch ein Holzanbau mit Lagerraum und öffentlichem WC. Er konnte im Juli 2013 wiedereröffnet werden und dient als Imbiss und Eisstand. Eigentümer ist die Realgemeinde. Seit April 2019 ist der Pilz unter dem Namen „Klücks Pilz“ neu eröffnet. |
|      | Oldendorf, Borgholzhausen, Kreis Gütersloh, Nordrhein-Westfalen, Deutschland → Versmolder Straße (52° 5′ 8,88″ N, 8° 16′ 3,59″ O)                         | Der Kiosk in Borgholzhausen-Oldendorf wird als Schnellimbiss genutzt. Der Innenraum des Pilzes dient zur Speisenzubereitung, die Speisen können in einem Holzanbau verzehrt werden. Der Bestand dieses Kiosks ist durch den Weiterbau der Bundesautobahn 33 zwischen Borgholzhausen und Bielefeld gefährdet. Während derzeit der Verkehr vom Ausbauende der Autobahn noch vollständig am Kiosk vorbeigeführt wird, ist durch die Vollendung des Lückenschlusses mit einer starken Reduktion des Verkehrsaufkommens zu rechnen. Daher hat der Betreiber etwa 1,4 Kilometer weiter südwestlich am Autohof Borgholzhausen einen größeren Nachbau des Pilzes erstellen lassen. Dieser Imbiss mit dem Standort Kurt-Nagel-Straße 2a hat einen Durchmesser von 12 Metern und ein stabiles Lamellendach. Der Spatenstich erfolgte am 25. Juni 2007 und am 6. Januar 2008 wurde eröffnet. (52° 4′ 45,95″ N, 8° 14′ 58,32″ O) |
|      | Regensburg, Bayern, Deutschland → Fürst-Anselm-Allee (49° 0′ 48,6″ N, 12° 5′ 56,2″ O)                                                                     | Der seit 2003 unter Denkmalschutz stehende Regensburger Milchpilz in der Fürst-Anselm-Allee (D-3-62-000-1587) ersetzte den Prototyp, der nach der Bayreuther Tagung 1952 in Regensburg aufgestellt worden war. Er trägt die Serientyp-Nr. 38, 1954, und dient mittlerweile als Stehcafé. |
|      | Rosengarten, Landkreis Harburg, Niedersachsen, Deutschland → Freilichtmuseum am Kiekeberg, Wasserspielplatz (53° 26′ 21,37″ N, 9° 54′ 28,01″ O)           | Der am 7. Mai 1955 an R. Scherer, Betreiber der Bahnhofsgaststätte in Ingelheim am Rhein, ausgelieferte Milchkiosk stand bis 1999 gegenüber der Nordostecke des Ingelheimer Bahnhofs. Als Milchmixgetränke und Milchbars aus der Mode gekommen waren, diente er zeitweise als Taxizentrale. Als das Bahnhofsgelände komplett neu bebaut wurde, musste der zwischenzeitlich leerstehende Pilz weichen. Er wurde durch den Seniorchef Dirk Gemünden der Baufirma Karl Gemünden GmbH & Co. KG, die bei der Erschließung des Grundstücks und des Neubaus involviert war, vorsichtig abgebaut und eingelagert. 2007 war das Freilichtmuseum am Kiekeberg auf der Suche nach Gebäuden für den neuen Ausstellungsbereich „Nachkriegszeit auf dem Lande“. Nach einer ersten Kontaktaufnahme schenkte Dirk Gemünden dem Museum kurzerhand den Pilzkiosk. Nach umfassender Restaurierung dient er seit 2008 im Freilichtmuseum als Kiosk für Eis, Getränke und kleine Speisen. Im August 2014 wurde in Ingelheim bei einer Mitmachaktion der Pilzkiosk in kleinerer Version als das Original nachgebaut und kann nun ausgeliehen werden. |
|      | Wangen im Allgäu, Landkreis Ravensburg, Baden-Württemberg, Deutschland → Festplatz (Ecke Klosterbergstraße/Aumühleweg) (47° 41′ 3,94″ N, 9° 49′ 59,33″ O) | Der Wangener Pilz, dessen hölzernes Grundgerüst nicht mehr dem Originalzustand entspricht, wird immer noch bewirtschaftet. Bei einer Restaurierung wurde er mit neuen Wänden ausgestattet, die nun gebogene Fenster haben. In den letzten Jahren durchlief er mehrere Pächterwechsel, wurde jedoch stets als Imbiss genutzt – von Döner über Bratwurst hin zu thailändischem Essen wurden schon Speisen verschiedener Nationalitäten in dem Pilz angeboten. Er erhielt 2009 eine neue Inneneinrichtung. |
|      | Leopoldstadt, Wien, Österreich → Wurstelprater (48° 12′ 56,21″ N, 16° 24′ 1,07″ O)                                                                        | Der Pilzkiosk im Wiener Wurstelprater, Ecke Leichtweg/Jantschweg, wurde mit einer eckigen Holzwand verkleidet. Die Bausubstanz der heutigen „Schwammerlhütte“ ist aber noch an ihrer runden Dachform zu erkennen. Er wird als Imbiss-Stand für Pilzgerichte genutzt. |

Weitere noch erhaltenen Waldner-Milchpilze oder Pilzkioske ungeklärten Status sind:
| Bild | Standort | Beschreibung |
| ---- | --- | --- |
|      | Bad Harzburg, Landkreis Goslar, Niedersachsen, Deutschland → Radauwasserfall, Nordhäuser Straße 17 (51° 51′ 12,97″ N, 10° 32′ 49,31″ O)                                                                | Der Pilzkiosk an der Bundesstraße 4 dient der Waldgaststätte Radau-Wasserfall zur Vermarktung von Andenken. |
|      | Bad Sachsa, Landkreis Göttingen, Niedersachsen, Deutschland → Hindenburgstraße 9 (51° 35′ 51,44″ N, 10° 33′ 0,63″ O)                                                                                   | Der Milchpilz in Bad Sachsa dient heute dem nahegelegenen Hotel Lindenhof zu Reklamezwecken. |
|      | Frankenthal (Pfalz), Rheinland-Pfalz, Deutschland → Nachtweideweg 44 (49° 32′ 20,46″ N, 8° 22′ 22,3″ O)                                                                                                | Das Bauwerk wurde von 1952 bis 1962 als Milchpilz der Molkereigenossenschaft Frankenthal/Pfalz am Frankenthaler Strandbad betrieben und von 1962 bis 1978 als Kiosk am heutigen Standort. In den Jahren 1983 (Dach) und 2003 folgten Restaurierungen. |
|      | Heidelberg, Baden-Württemberg, Deutschland → Im Neuenheimer Feld 304, direkt am Botanischen Garten der Ruprecht-Karls-Universität Heidelberg (Südwestseite der Mensa) (49° 24′ 55″ N, 8° 40′ 12,46″ O) | Ob es sich beim so genannten „Bierpilz“ um einen umgebauten Milchkiosk der Firma Waldner handelt, ist bisher ungeklärt. Stand 2015: Der Milchpilz befindet sich nicht mehr an dieser Stelle.                                                          |
|      | Wehrda, Marburg Landkreis Marburg, Hessen, Deutschland → Zum Marienhäuschen 9 (50° 49′ 59,38″ N, 8° 45′ 16,2″ O)                                                                                       | Im Gartengrundstück der ehemaligen Gaststätte Zwergenschänke, damals ein beliebtes Ausflugslokal bei Marburg-Wehrda, befindet sich noch heute ein Milchpilz. Jedoch handelt es sich hierbei möglicherweise um einen Nachbau.                          |

## Miniaturausgaben
Bekannt geworden sind diese „Pilze“ auch durch eine Miniaturausgabe der Firma Faller für Modelleisenbahnen. Das Modell für die Nenngröße H0 ist seit dem Jahr 1961 im Programm.
Im Jahr 2024 hat die in Wangen im Allgäu ansässige Firma NOCH, die Zubehör für Modelleisenbahnanlagen herstellt, aus Anlass der Landesgartenschau in Wangen ein neues Modell eines Milchpilzes herausgebracht. Als Vorbild diente hier augenscheinlich der umgebaute Wangener Milchpilz mit seinen gebogenen Scheiben. Das Modell wurde im Gästeamt Wangen zu ermäßigtem Preis als Fanartikel für die Gartenschau abgegeben. Das Modell gelangte jedoch auch in den normalen Handel über das Netz der Modelleisenbahnhändler.